# Македония (1990 – 2004)
Вижте пояснителната страница за други значения на Македония.
„Македония“ е български вестник, издаван в София от ВМРО-СМД след демократичните промени в България. 
Първи главен редактор е Луко Захариев, а след него Иван Николов и други. Спира да излиза през 2004 година.